# Aphirape ancilla
Aphirape ancilla is een spinnensoort in de taxonomische indeling van de springspinnen (Salticidae).
Het dier behoort tot het geslacht Aphirape. De wetenschappelijke naam van de soort werd voor het eerst geldig gepubliceerd in 1846 door Carl Ludwig Koch.